# Twaalfvleklieveheersbeestje
Het twaalfvleklieveheersbeestje (Vibidia duodecimguttata) is een kever uit de familie van de lieveheersbeestjes (Coccinellidae).

## Beschrijving
De soort lijkt sterk op het roomvleklieveheersbeestje (Calvia quatuordecimguttata) en andere soorten Calvia en ook wel op het meeldauwlieveheersbeestje (Halyzia sedecimguttata), maar deze hebben geen twaalf vlekken. De imago wordt 3 tot 4 mm lang.

## Verspreiding
De soort komt verspreid over het Palearctisch gebied voor. In Nederland en België is de soort zeldzaam.

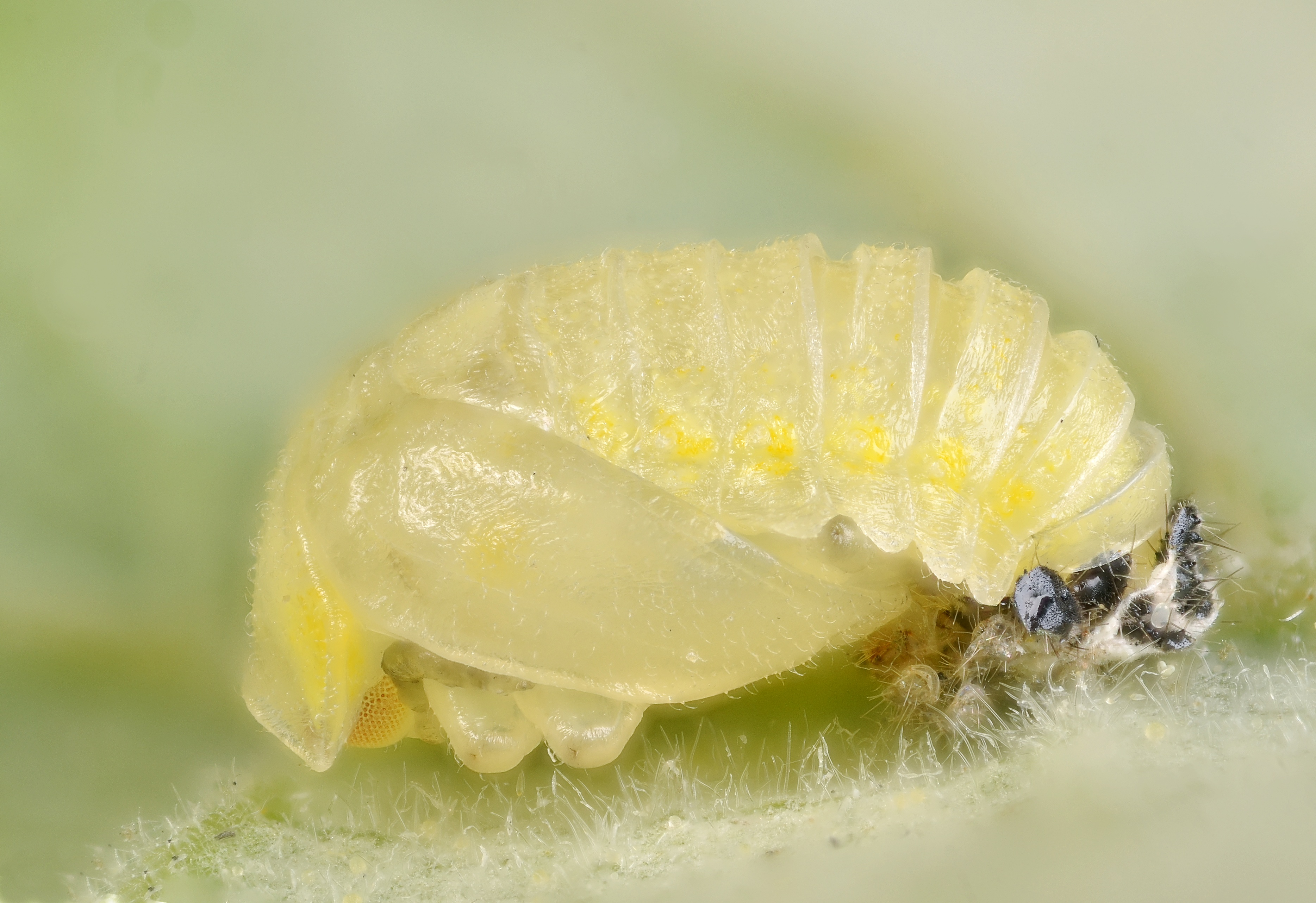
Pop